# Soğukpınar (Karlıova)
Soğukpınar (türkisch für kalte Quelle) (kurd. Gamişan oder Gameşan) ist ein Dorf im Landkreis Karlıova der türkischen Provinz Bingöl. Soğukpınar liegt in Ostanatolien auf 2000 m über dem Meeresspiegel, ca. 31 km südwestlich von Karlıova.
Der Name Gamişan ist als ursprünglicher Name beim Katasteramt registriert.
1985 lebten 232 Menschen in Soğukpınar. 2009 hatte die Ortschaft 74 Einwohner.